# فرديناند فيجا
فرديناند فيجا (30 أبريل 1936 - 26 فبراير 2021) كان رامي سهام بورتوريكي. شارك في منافسات فردي الرجال في دورة الألعاب الأولمبية الصيفية عام 1972. كان فيجا قائدًا رئيسيًا لقيادة الرقيب في الحرس الوطني الجوي لبورتوريكو. توفي فيجا في 26 فبراير 2021. ودُفن في مقبرة بورتوريكو الوطنية.